# Veenscheiding
De Veenscheiding (Fries en officieel: Feanskieding) is een kanaal in de provincie Friesland.

## Beschrijving
De Veenscheiding ligt op de grens van de grietenijen Haskerland en Schoterland. Het grenswater werd in 1539 voor het eerst genoemd. Het kanaal begint bij de Heeresloot in het centrum van Heerenveen en loopt in westelijke richting naar de kruising met het Nieuwe Heerenveense Kanaal en de Engelenvaart. Het kanaal vervolgt aan de overzijde met een schutsluis en loopt ten zuiden van Nijehaske en Oudehaske in westelijk richting en kruist het Nannewijd (Nannewiid) en Kleine Wijd (Lytse Wiid). Deze meren zijn later door vervening ontstaan. De Veenscheiding eindigt ten zuiden van Haskerhorne en ten oosten van Ouwsterhaule.